# Bohuslav Deči
Bohuslav Deči (28. prosince 1911 Kukleny – 5. července 1974) byl český a československý politik, poválečný poslanec Prozatímního a Ústavodárného Národního shromáždění za Československou stranu národně socialistickou.

## Biografie
Původní profesí byl dělníkem v královéhradecké zbrojovce. Bezprostředně po konci druhé světové války působil četě Alfa 1 z Hradce Králové, která spadala pod partyzánskou divizi Václavík. Její členové prováděli obsazování etnicky německých oblastí východních Čech.
Původním jménem byl Decsy, po válce si zažádal o změnu příjmení.
V letech 1945-1946 byl poslancem Prozatímního Národního shromáždění za národní socialisty. Mandát obhájil v parlamentních volbách v roce 1946 a stal se poslancem Ústavodárného Národního shromáždění, kde zasedal do parlamentních voleb v roce 1948.
Po únorovém převratu byl uvězněn a roku 1950 navíc odsouzen na doživotí v procesu, ve kterém byl obžalován z podílu na přípravě vězeňské vzpoury v plzeňské věznici.